# Sławomir Fabicki
Sławomir Fabicki, est un réalisateur polonais, né le 5 avril 1970
à Varsovie.

## Biographie
Sławomir Fabicki a fait ses études à l'École nationale de cinéma de Łódź avec comme spécialités scénariste (diplôme obtenu en 1995) et mise en scène/réalisation (diplôme en 2002).
Son film Z odzysku a été proposé à l'Oscar du meilleur film en langue étrangère.

## Filmographie
Lorsqu'aucun titre français officiel n'existe, une traduction littérale du titre original est donnée à titre indicatif.

### Réalisateur
- 1994 : Ich styl (littéralement « Leur style »)
- 1996 : Nocą (littéralement « De nuit »)
- 1997 : Wewnętrzny 55 (littéralement « Poste 55 »)
- 1998 : Po drugiej stronie lasu (littéralement « De l'autre côté de la forêt »)
- 1999 : Kaśka, bimber i motocykl (littéralement « Cathy, le schnaps et la moto »)
- 1999 : Bratobójstwo (littéralement « Fratricide »)
- 2001 : Une affaire d'hommes (Męska sprawa), également intitulé L’Homme de main
- 2006 : L'Apprenti (Z odzysku)
- 2011 : Miłość (littéralement « Amour »)

## Distinctions

### Récompenses
- Festival international du film de Varsovie 2012 : Grand prix pour Miłość
- Festival Silhouette 2001 : Prix du Public pour Une affaire d'hommes

## Nominations et sélections
- Oscar 2006 : L'Apprenti proposé à l'Oscar du meilleur film en langue étrangère
- Festival de Cannes 2006 : sélection Un Certain Regard pour L'Apprenti[1], en compétition pour le prix spécial du jury[2]
- Prix du cinéma européen 2006 : nomination pour L'Apprenti